# Tom Roberts
Thomas William "Tom" Roberts, född 8 mars 1856 i Dorchester, Dorset, död 14 september 1931 i Kallista, Victoria, var en brittiskfödd australisk målare. Han var en av grundarna av konströrelsen Heidelberg School.

## Tom Roberts verk

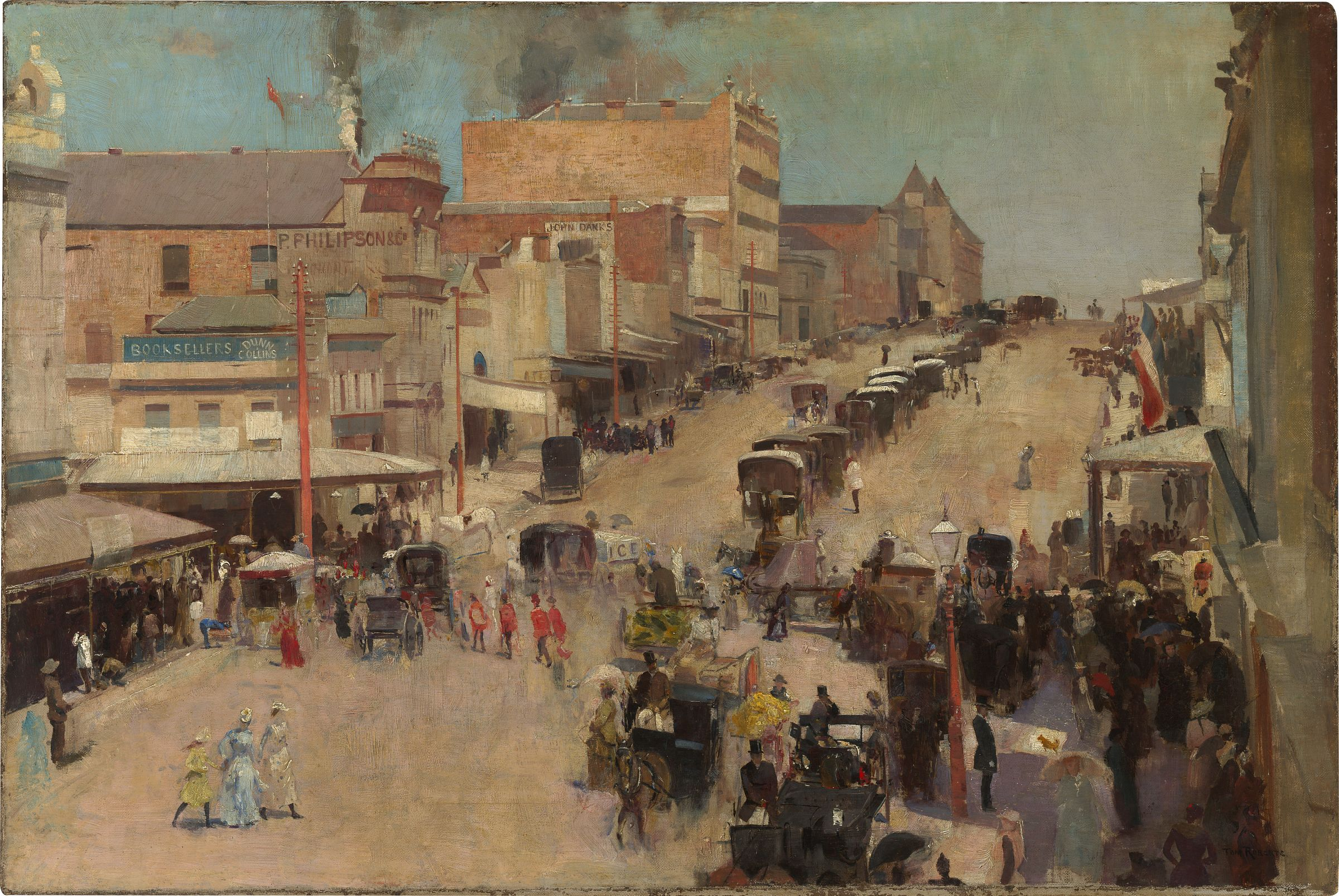
Allegro con brio: Bourke Street west, 1886, National Gallery of Australia.
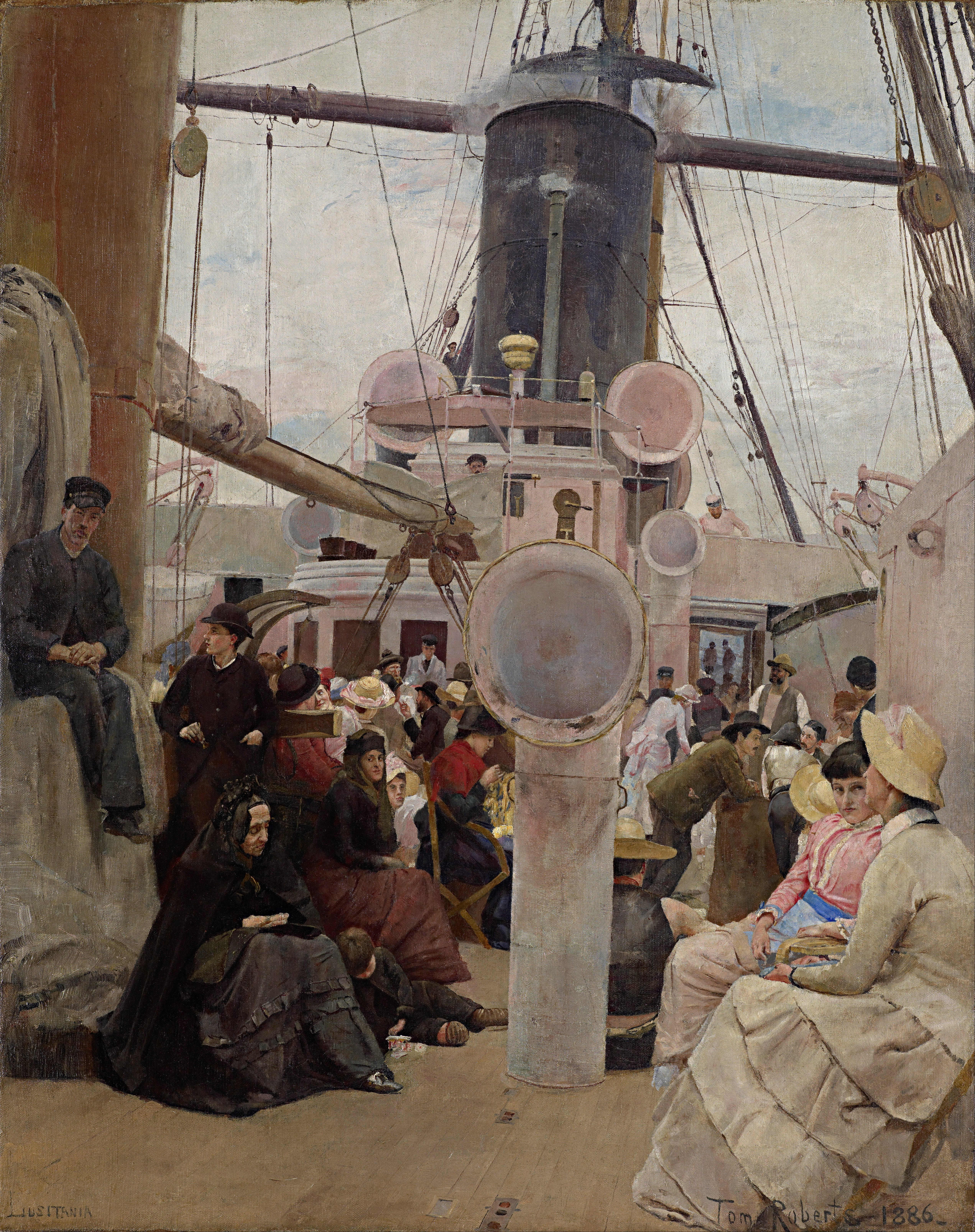
Coming South, 1886, National Gallery of Victoria.
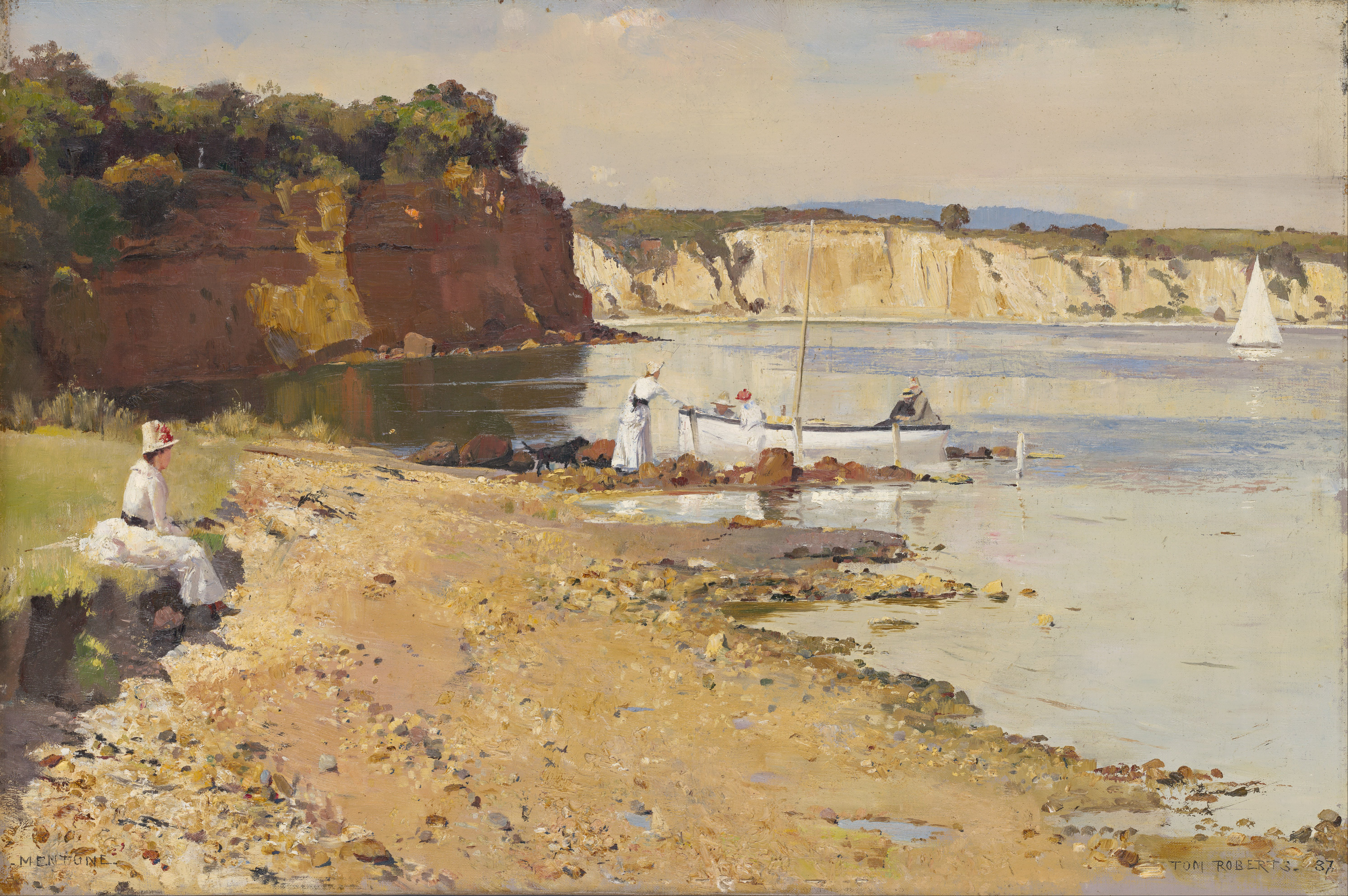
Slumbering Sea, Mentone, 1887, National Gallery of Victoria.
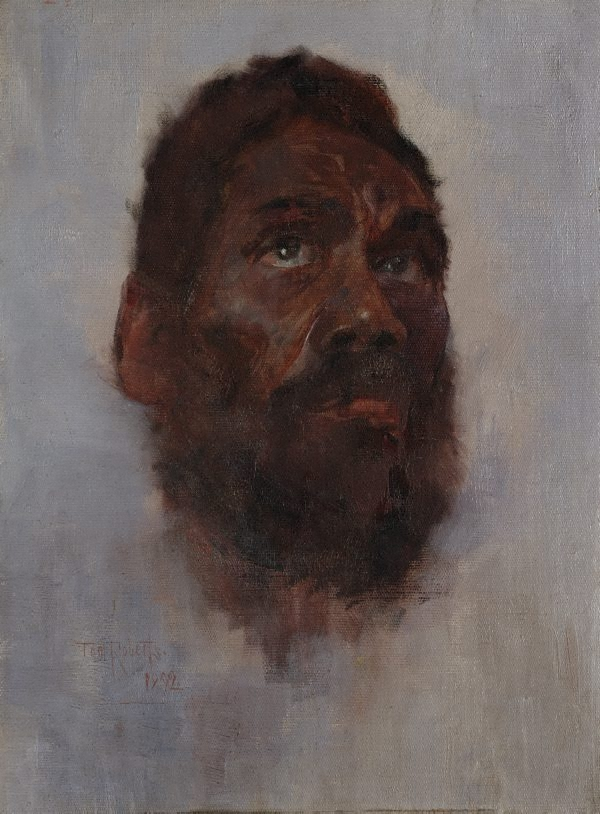
Aboriginal Head, Charlie Turner, 1892, Art Gallery of New South Wales.
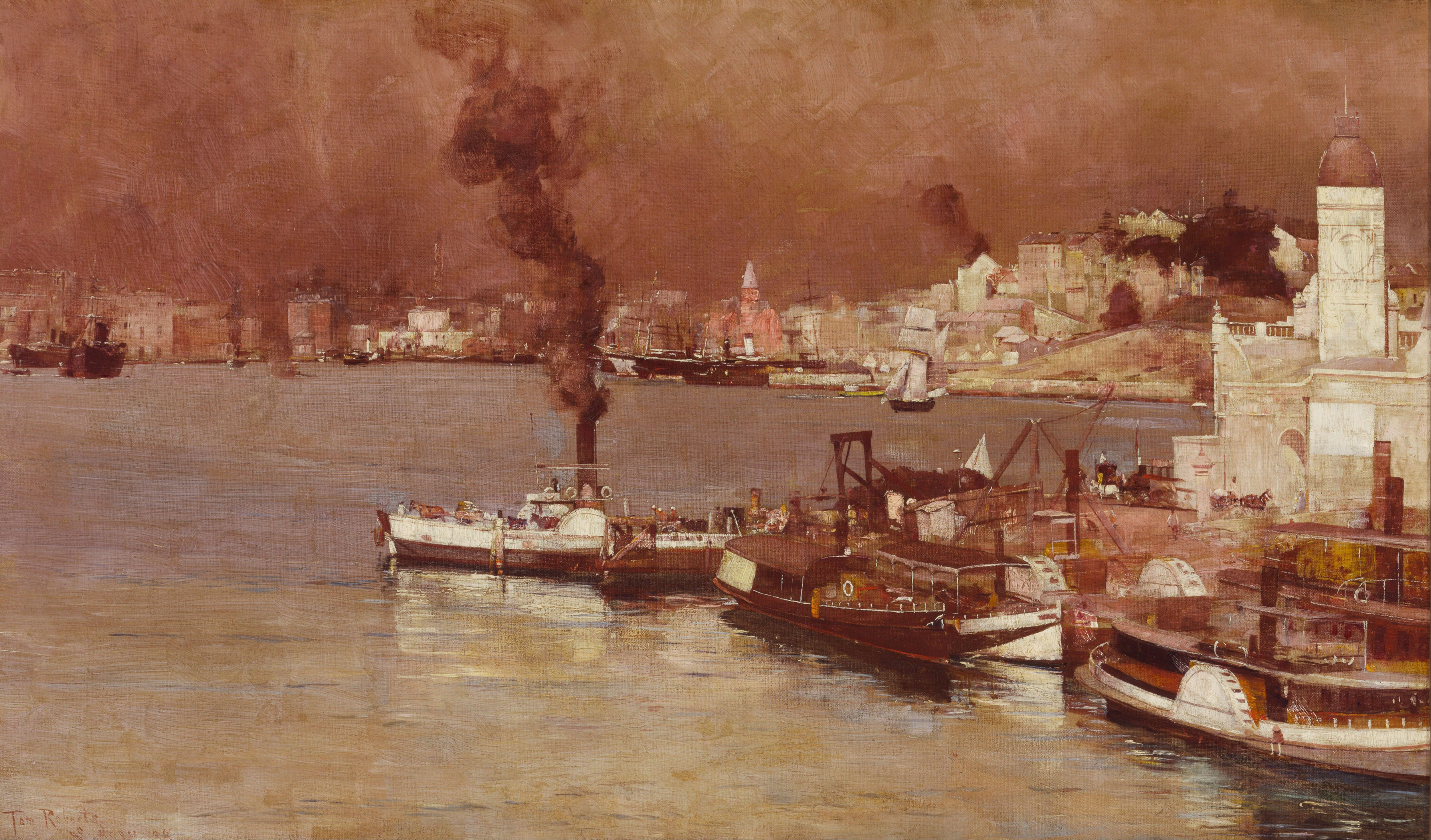
An autumn morning, Milson's Point, Sydney, 1888, Art Gallery of New South Wales.
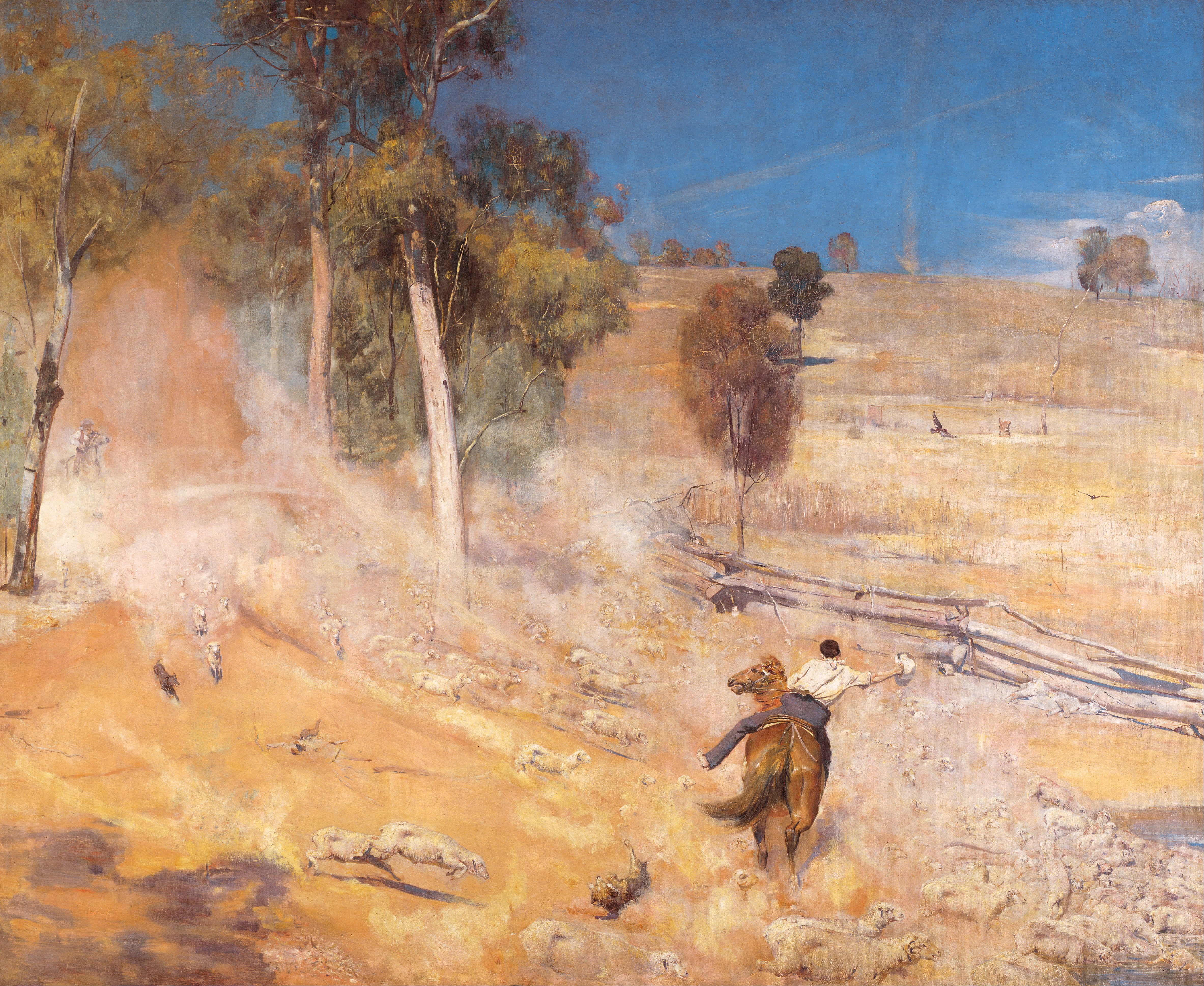
A break away!, 1891, Art Gallery of South Australia.
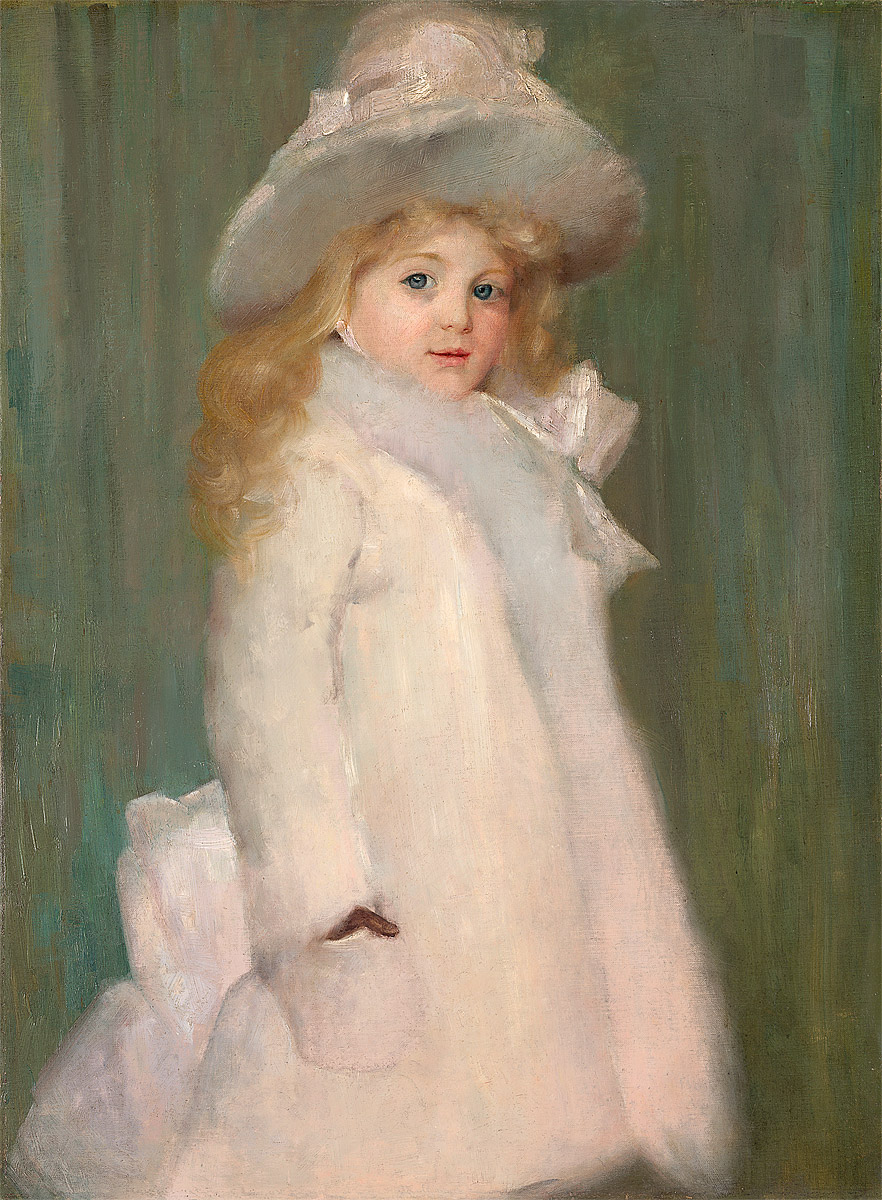
Lily Stirling, 1890, National Gallery of Victoria.
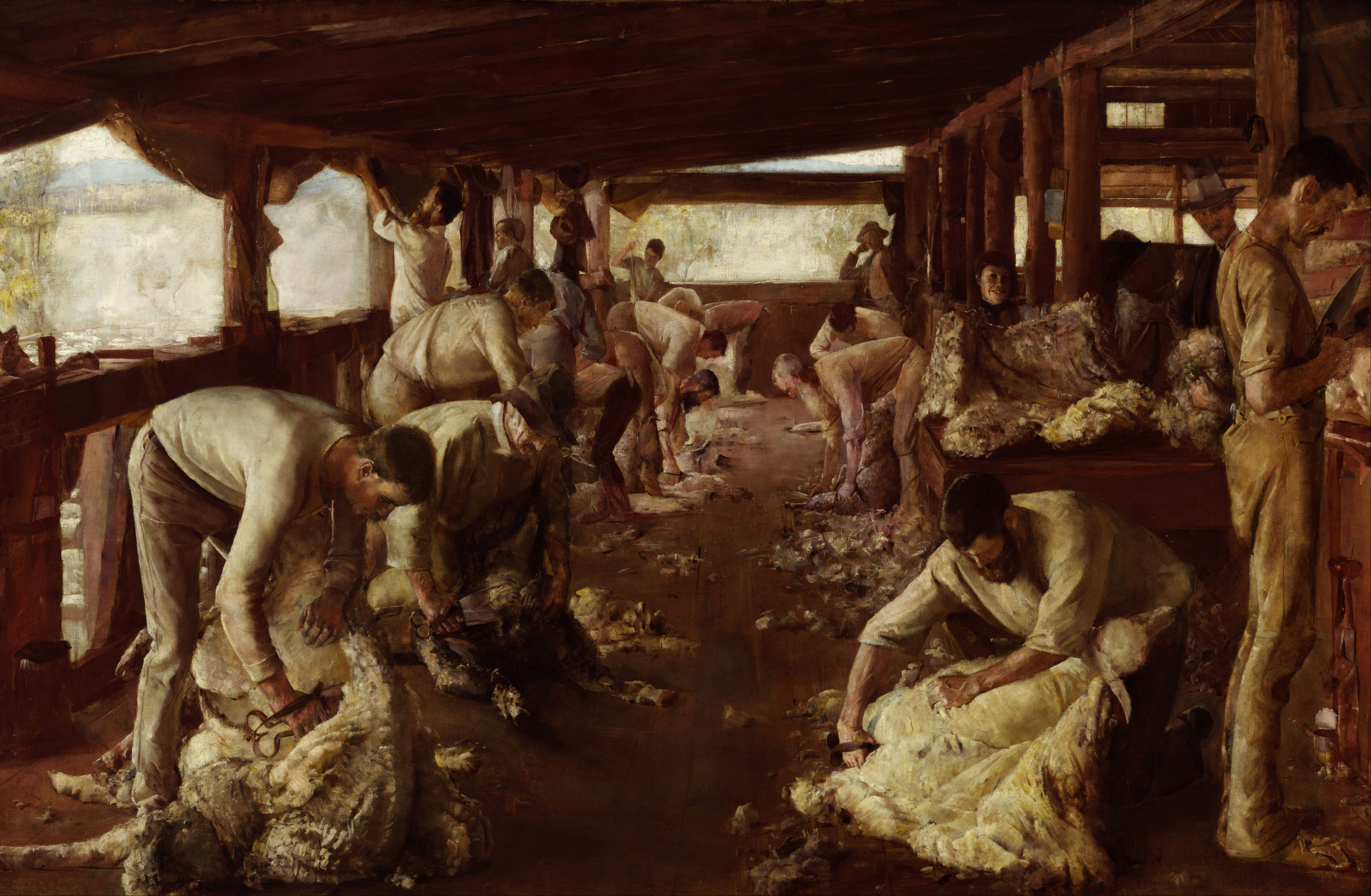
The Golden Fleece, 1894, Art Gallery of New South Wales.
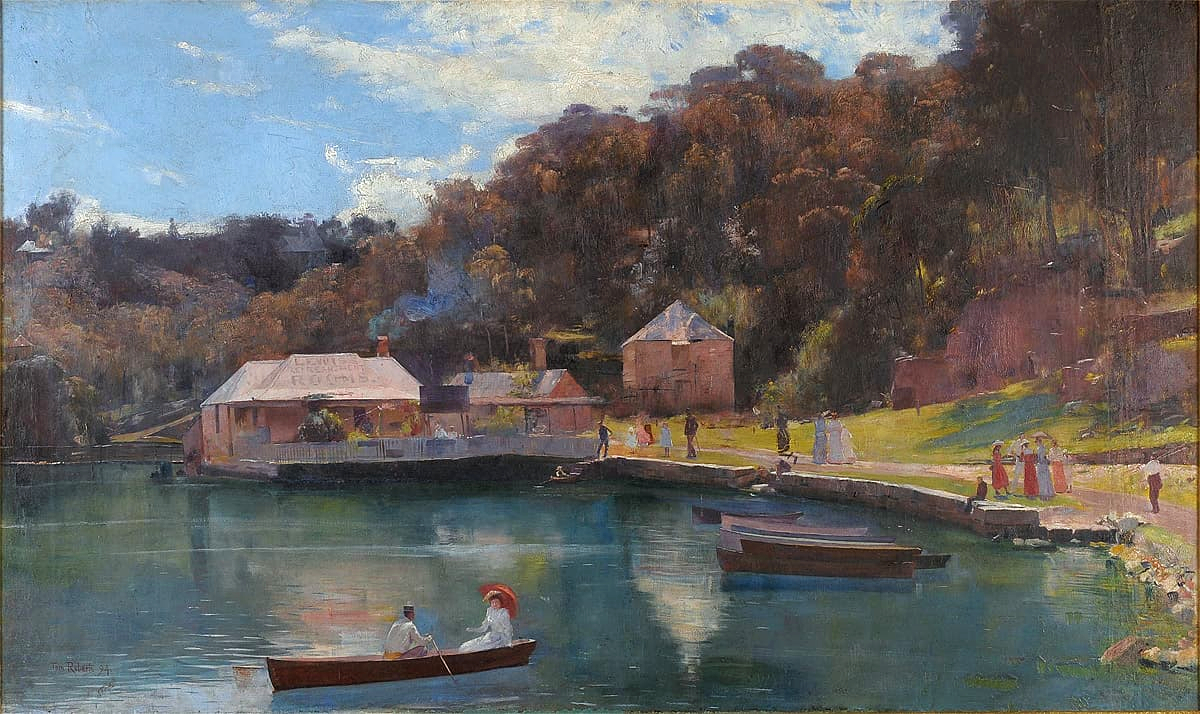
Mosman's Bay, 1894, New England Regional Art Museum.
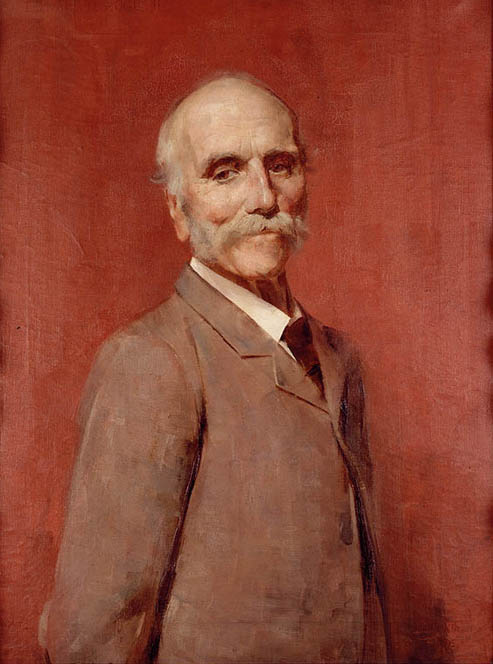
Edward Ogilvie, 1894-95, Tom Roberts, oil painting, State Library of New South Wales.
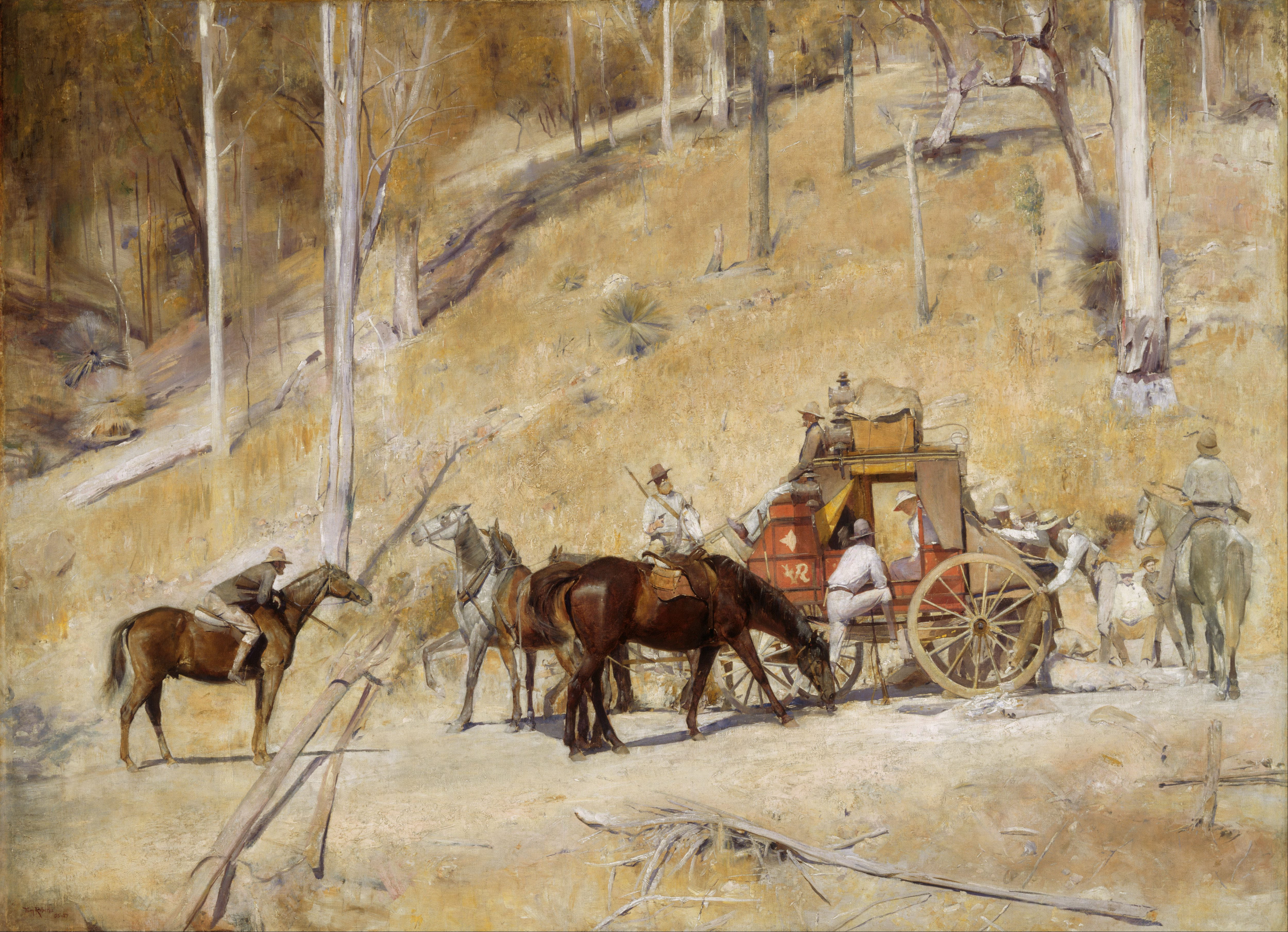
Bailed Up, 1895, Art Gallery of New South Wales.
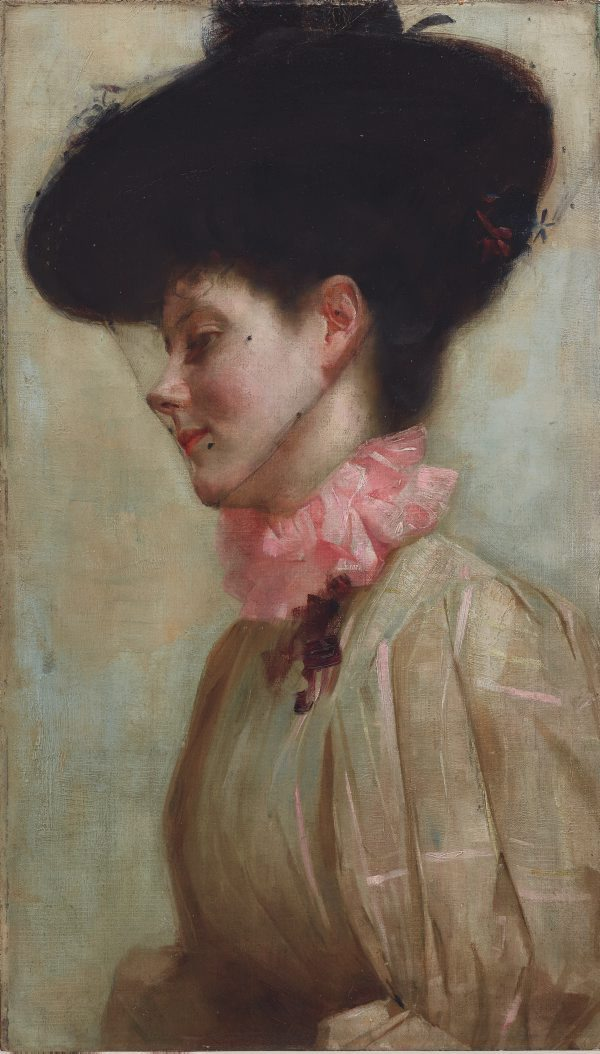
Portrait of Florence, 1898, Art Gallery of New South Wales.